# Walter Schmidkunz

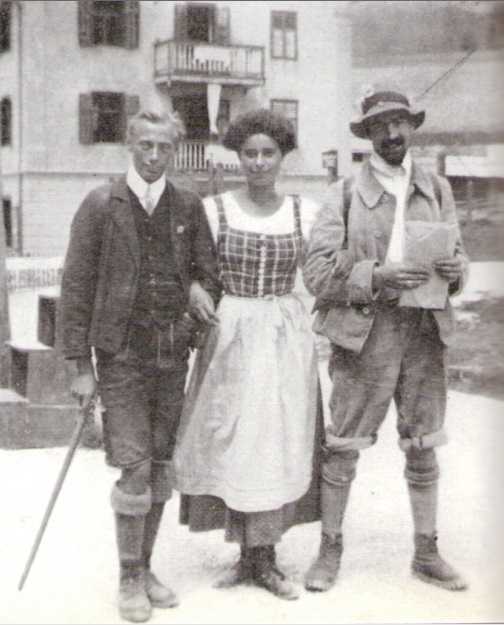
Paul Preuß, Emmy Eisenberg und Walter Schmidkunz 1911 in Gröden

Walter Schmidkunz (* 26. März 1887 in Kiel; † 19. Oktober 1961 in Neuhaus, Gemeinde Schliersee) war ein deutscher Verleger, Alpinschriftsteller und -journalist. Mit seinen populären Büchern, Sammlungen und Artikeln, zum Teil auch für noch bekanntere Alpinisten wie Luis Trenker, prägte er lange Zeit maßgeblich die öffentliche Wahrnehmung der Alpen und des Bergsteigens.

## Leben und Werk
Schmidkunzens Vater Hans (1863–1934) stammte aus Wien und gehörte zu den Initiatoren des „Verbandes für Hochschulpädagogik“. Walters Mutter Mathilde Porges von Portheim stammte aus einer österreichisch-jüdischen Familie, so dass Walter Schmidkunz zunächst die österreichische Staatsbürgerschaft besaß. Er wuchs im Geist der „Lebensreform“ auf und gehörte 1904 zu den Gründungsmitgliedern des bayerischen Wandervogels, für den er Bergtouren organisierte. Er studierte an der Universität München. Der begeisterte Bergsteiger – angeblich bestieg er im Laufe seines Lebens über 2.500 Gipfel – gründete 1910 einen Verlag, Die Scholle, in welchem er Literatur für Bergsteiger und Skifahrer herausbrachte und beteiligte sich außerdem an der Deutschen Alpenzeitung. 1913 gründete er einen nach ihm benannten Verlag und erwarb 1917 den Verlag E. W. Bonsels. Während des Ersten Weltkriegs kämpfte er als Leutnant an der Adamello- und Ortlerfront.
1919 überführte Schmidkunz seine Verlage in den neu gegründeten Münchner Dreiländerverlag. Dazu gehörten die von ihm auch redigierten Zeitschriften Der Winter, Deutsche Alpenzeitung und Das Waidwerk, Werke von Waldemar Bonsels, aber auch Werke Johannes Schlafs und ein früher Roman Lion Feuchtwangers. Schnell geriet Schmidkunz, der offensichtlich nicht mit Geld umzugehen wusste, in wirtschaftliche Schwierigkeiten. Bereits 1919 verlor er Der Winter und 1920 die Deutsche Alpenzeitung. Nachdem er 1920 den genossenschaftlichen Bergverlag gründete, aber noch im selben Jahr wieder abgeben musste, arbeitete er fortan im Wesentlichen als freier Autor.
Schmidkunzens Sammlung Zwischen Himmel und Erde aus dem Jahr 1925 stand am Anfang eines Genres der Alpin-Anekdotenbücher. 1928 erhielt er den Dichterpreis der Stadt München und begründete die „Gesellschaft alpiner Bücherfreunde“. Bekannt wurde er auch mit seinen Sammlungen zur Alpingeschichte, darunter die Alpine Geschichte in Einzeldaten (1931). Er schrieb in den 1930er Jahren als „Ghostwriter“ Bücher für Luis Trenker und arbeitete auch an einigen von Trenkers Filmen mit (Der Sohn der weißen Berge, 1930; Berge in Flammen, 1931; Der Rebell, 1932). 1933 gab er das einflussreiche Junger Mensch im Gebirg aus dem Nachlass des tödlich verunglückten Bergsteigers Leo Maduschka heraus. Die von Schmidkunz zusammen mit Wastl Fanderl und Karl List herausgegebene Liedersammlung Das leibhaftige Liederbuch fand eine sehr weite Verbreitung. Als Schmidkunzens wichtigstes Werk gilt Bergvagabunden (1937) für und über den Bergsteiger und Bergfilmer Hans Ertl.
Schmidkunzens Verhältnis zum Nationalsozialismus ist umstritten. Aus dem Alpenverein Sektion Bayerland war er 1924 wahrscheinlich aus Protest gegen den Antisemitismus des Vereins ausgetreten. Auch wurde er als von jüdischer Abstammung denunziert. Auf der anderen Seite legte er 1933 unter dem Titel Adolf Hitlers Wahlheimat einen propagandistischen Reiseführer Berchtesgadens voller Pathos für Adolf Hitler vor. Seit 1940 gab er die Münchner Lesebogen heraus, die er im Sinne der Literaturpolitik des NS-Staates betreute. Die Münchner Lesebogen bestanden aus Heften im Umfang von 16 bis 30 Seiten und erlebten als leichte Lesekost für Soldaten und Rüstungsarbeiter während des Zweiten Weltkriegs eine Millionenauflage.
Nach Kriegsende wurde Schmidkunz im Entnazifizierungsverfahren zunächst als „minderbelastet“ eingestuft und mit M 500,- Geldbuße sowie zu einem Jahr Gefängnis auf Bewährung verurteilt. In einem Berufungsverfahren wurde er 1949 freigesprochen. Schmidkunz zog an den Tegernsee und arbeitete dort als Kulturreferent eines Gemeinderats.

## Veröffentlichungen
- Walter Schmidkunz: Kochbuch für Bergsteiger, Touristen, Skiläufer, Wandervögel. 2. Auflage. Deutsche Alpenzeitung, München 1913.
- Walter Schmidkunz: Die Gulaschkanone. Soldatenkochbuch für's Feld. Schmidkunz, München 1915.
- Walter Schmidkunz: Vom Krieg in den Südtiroler Bergen (Judikarien, Adamello, Tonale). Mesch & Lichtenfeld, Berlin 1917.
- Walter Schmidkunz: Die Skiläufersprache. Eine etymologische Steckenreiterei mit Querschwüngen und Umsprüngen. Bergverlag, München 1920.
- Walter Schmidkunz: Zwischen Himmel und Erde. Hochalpenverlag, München 1924.
- George Ingle Finch und Walter Schmidkunz: Der Kampf um den Everest. F.A. Brockhaus, Leipzig 1925.
- Max Rohrer und Walter Schmidkunz: [Der berglerische Edelbüchler]. Festgabe zur 1. Jahresversammlung der Gesellschaft alpiner Bücherfreunde e.V. in Stuttgart., München 1928.
- Walter Schmidkunz: Die Alai-Pamir-Expedition. 1928.
- Walter Schmidkunz: Menschen zwischen den Grenzen. P. Müller, München 1928.
- Walter Schmidkunz und Mathilde Ade: Christusmärchen. 3. Auflage. Stangl-Verlag, München Cop. 1928.
- Luis Trenker et al.: Der Sohn der weißen Berge. Das Geheimnis von Zermatt ; nach einem Buch von Luis Trenker und W. Schmidkunz., 1930.
- Walter Schmidkunz: Der Berg des Herzens. Eine Erzählung. Ges. Alpiner Bücherfreunde, München 1930.
- Walter Schmidkunz: Wörterbuch alpiner Begriffe und Ausdrücke. In: Alpines Handbuch. unter Mitarb. von Georg Blab; A. Dreyer [u. a.] hrsg. vom Deutschen u. Österr. Alpenverein, Bd. I, Leipzig 1931, S. 263–306.
  - Alpine Geschichte in Einzeldaten. In: Ebd., S. 307–495.
- Luis Trenker und Walter Schmidkunz: Meine Berge. Das Bergbuch. Neufeld & Henius, Berlin 1931.
- Guido Rey, Heinrich Erler und Walter Schmidkunz: Bergakrobaten. Kletterfahrten an Montblanc-Nadeln und Dolomiten-Türmen. 4. Auflage, Gebrüder Richters Verlagsanstalt, Erfurt 1935.
- Walter Schmidkunz: Das quietschvergnügte Skibrevier. 1. Auflage. Gebrüder Richters Verlagsanstalt, Erfurt 1935.* Luis Trenker und Walter Schmidkunz: Bergwelt – Wunderwelt. Eine alpine Weltgeschichte. Henius, Berlin 1935.
- Ludwig von Hörmann und Walter Schmidkunz: Marterln und Grabschriften. Auswahl aus der Sammlung der "Grabschriften und Marterln". Gebrüder Richters Verlagsanstalt, Erfurt 1936.
- Walter Schmidkunz: Waschechte Weisheiten – Bairisch-bäurische Sprichwörter und Redensarten., bebildert von Paul Neu,  verlegt, gedruckt, gebunden zu Erfurt 1936, Gebrüder Richters Verlagsanstalt, DNB-Link
- Walter Schmidkunz: Berg-Vagabunden. Ein Hans-Ertl-Buch. Gebrüder Richters Verlagsanstalt, Erfurt 1937.
- Walter Schmidkunz, Karl List und Wastl Fanderl: Das leibhaftige Liederbuch. Gebrüder Richters Verlagsanstalt, Erfurt 1938. Möseler, Wolfenbüttel 1959.
- Joachim Rohde, Walter Schmidkunz und Fritz Lattke: Alpenreise zu Viert. Eine lustige und abenteuerliche Fahrt in die Berge mit Hanni, Fritz und Putzi und dem Raben Kolk. Gebrüder Richters Verlagsanstalt, Erfurt 1938.
- Walter Schmidkunz: … Da is a Lebn! 580 neue, waschechte, bairische Schnaderhüpfln. Gebrüder Richters Verlagsanstalt, Erfurt 1941.
- Hans Ertl und Walter Schmidkunz: Bergvagabunden. Nymphenburger Verl.-Handlung, München 1952.
- Walter Schmidkunz und Carl Gerber: 75 Jahre Buchdruckerei und Verlagsanstalt Carl Gerber. Gerber, München 1952.
- Walter Schmidkunz: Die Geschichten vom Christuskind, wie sie die alte Barbara erzählt hat. Kösel-Verlag, München 1953.